# Arrondissement di Lons-le-Saunier
L'arrondissement di Lons-le-Saunier è un arrondissement dipartimentale della Francia situato nel dipartimento del Giura, nella regione della Borgogna-Franca Contea.

## Storia
Fu creato nel 1800 sulla base dei preesistenti distretti. Nel 1926 vi fu integrato l'arrondissement soppresso di Poligny.

## Composizione
L'arrondissement è composto da 349 comuni raggruppati in 19 cantoni:
- cantone di Arbois
- cantone di Arinthod
- cantone di Beaufort
- cantone di Bletterans
- cantone di Champagnole
- cantone di Chaumergy
- cantone di Clairvaux-les-Lacs
- cantone di Conliège
- cantone di Lons-le-Saunier-Nord
- cantone di Lons-le-Saunier-Sud
- cantone di Nozeroy
- cantone di Orgelet
- cantone di Les Planches-en-Montagne
- cantone di Poligny
- cantone di Saint-Amour
- cantone di Saint-Julien
- cantone di Salins-les-Bains
- cantone di Sellières
- cantone di Voiteur